# Takashi Kasahara
Pour les articles homonymes, voir Kasahara.
Takashi Kasahara (笠原 隆, Kasahara Takashi) est un footballeur international japonais né le 26 mars 1918. Il évoluait au poste de milieu de terrain.

## Biographie
Takashi Kasahara reçoit une seule et unique sélection en équipe du Japon, lors de l'année 1940.
En club, il joue en faveur du Keiō BRB (Université Keiō). Il remporte avec cette équipe deux Coupes du Japon, en 1939 et 1940.

## Palmarès
- Vainqueur de la Coupe du Japon en 1939 et 1940 avec le Keiō BRB